# Amphoe Panare
Amphoe Panare (thailändisch อำเภอ ปานาเระ) ist ein Landkreis (Amphoe – Verwaltungs-Distrikt) in der Provinz Pattani. Die Provinz Pattani liegt im Südosten der Südregion von Thailand.

## Geographie
Benachbarte Landkreise und Gebiete sind (von Süden im Uhrzeigersinn): die Amphoe Sai Buri, Mayo und Yaring in der Provinz Pattani. Im Norden und Osten liegt der Golf von Thailand.
Zu Amphoe Panare gehört die kleine, unbewohnte Felseninsel Ko Losin im Golf von Thailand. Zwischen Thailand und Kambodscha ist umstritten, ob sie bedeutend genug ist, um bei der Bestimmung der ausschließlichen Wirtschaftszone (200-Meilen-Zone) Thailands berücksichtigt zu werden.

## Geschichte
Der Name Panare kommt aus der malaiischen Sprache, wobei Pata Strand bedeutet und Tare eine Art Schleppnetzfischer. So bedeutet Pata Tare ein Strand, wo die Schleppnetze an der Luft getrocknet werden können. Im Laufe der Zeit änderte sich die Aussprache von Pata Tare in Panare.

## Sehenswürdigkeiten

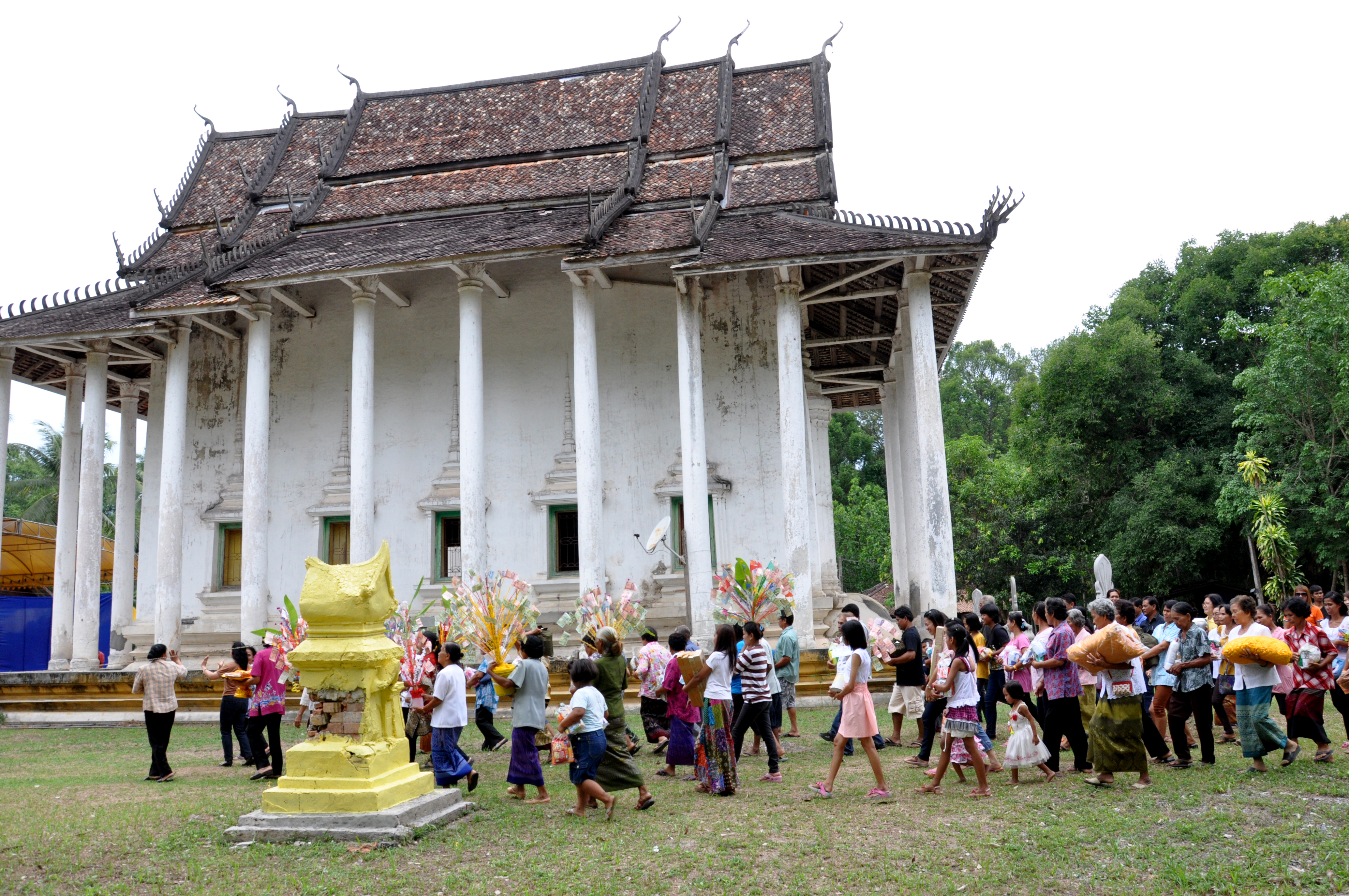
Ubosot des Wat Thep Nimit, geschütztes Kulturdenkmal in Tambon Ban Klang

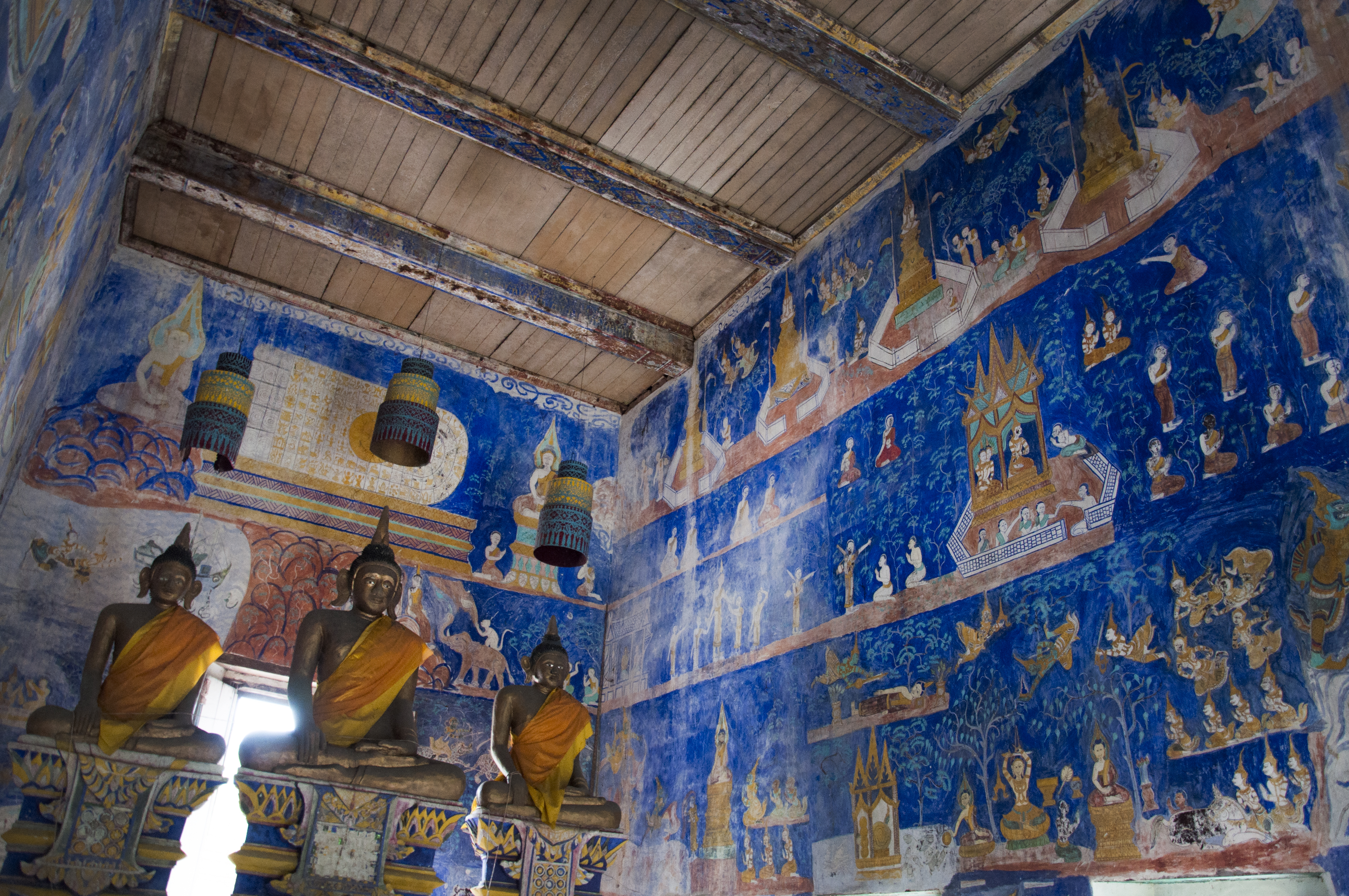
Wandbemalung in Wat Thep Nimit

Im Landkreis befinden sich sechs sehenswerte Sand-Strände, die oft von Kiefern, aber auch von Kokospalmen gesäumt sind. Einige, wie zum Beispiel der Hat Ma Ruat, sind nur über Fußwege zu erreichen.

## Verwaltung

### Provinzverwaltung
Amphoe Panare ist in zehn Unterbezirke (Tambon) eingeteilt, welche weiter in 52 Dorfgemeinschaften (Muban) unterteilt sind.
| Nr. | Name        | Thai     | Muban | Einw.  |
| --- | ----------- | -------- | ----- | ------ |
| 01. | Panare      | ปะนาเระ  | 5     | 10.054 |
| 02. | Tha Kham    | ท่าข้าม    | 4     | 02.038 |
| 03. | Ban Nok     | บ้านนอก   | 6     | 04.094 |
| 04. | Don         | ดอน      | 6     | 03.581 |
| 05. | Khuan       | ควน      | 5     | 02.417 |
| 06. | Tha Nam     | ท่าน้ำ     | 5     | 04.550 |
| 07. | Khok Krabue | คอกกระบือ | 4     | 01.819 |
| 08. | Pho Ming    | พ่อมิ่ง     | 4     | 03.031 |
| 09. | Ban Klang   | บ้านกลาง  | 9     | 07.510 |
| 10. | Ban Nam Bo  | บ้านน้ำบ่อ  | 4     | 05.751 |

### Lokalverwaltung
Es gibt zwei Kleinstädte (Thesaban Tambon) im Landkreis:
- Panare (เทศบาลตำบลปะนาเระ) besteht aus dem ganzen Tambon Panare.
- Pho Ming (เทศบาลตำบลพ่อมิ่ง) besteht aus dem ganzen Tambon Pho Ming.

Die restlichen acht Tambon werden jeweils von einer  „Tambon-Verwaltungsorganisation“ (TAO, องค์การบริหารส่วนตำบล) verwaltet.